# Gestocktes Holz

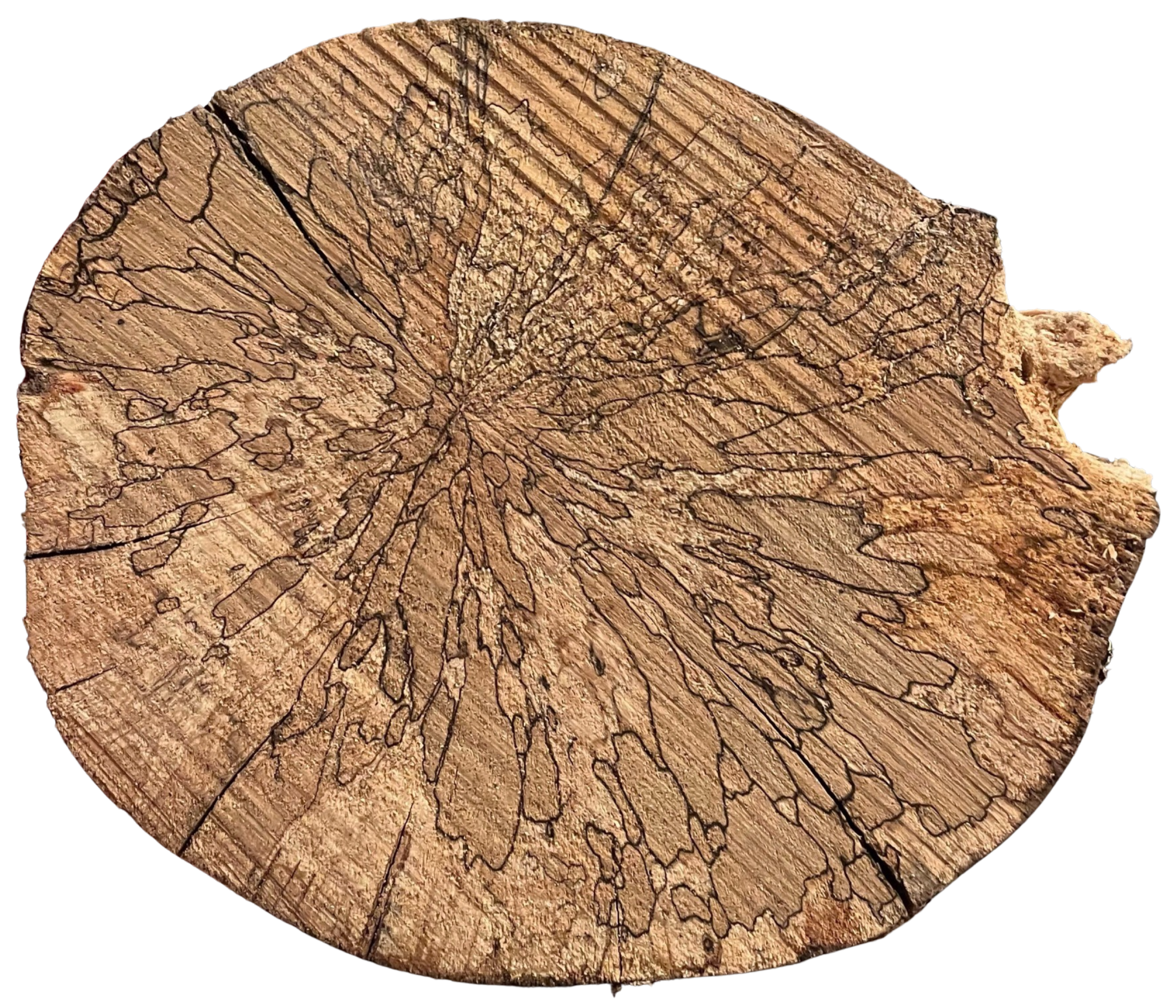
Gestocktes Holz mit Zonenlinien

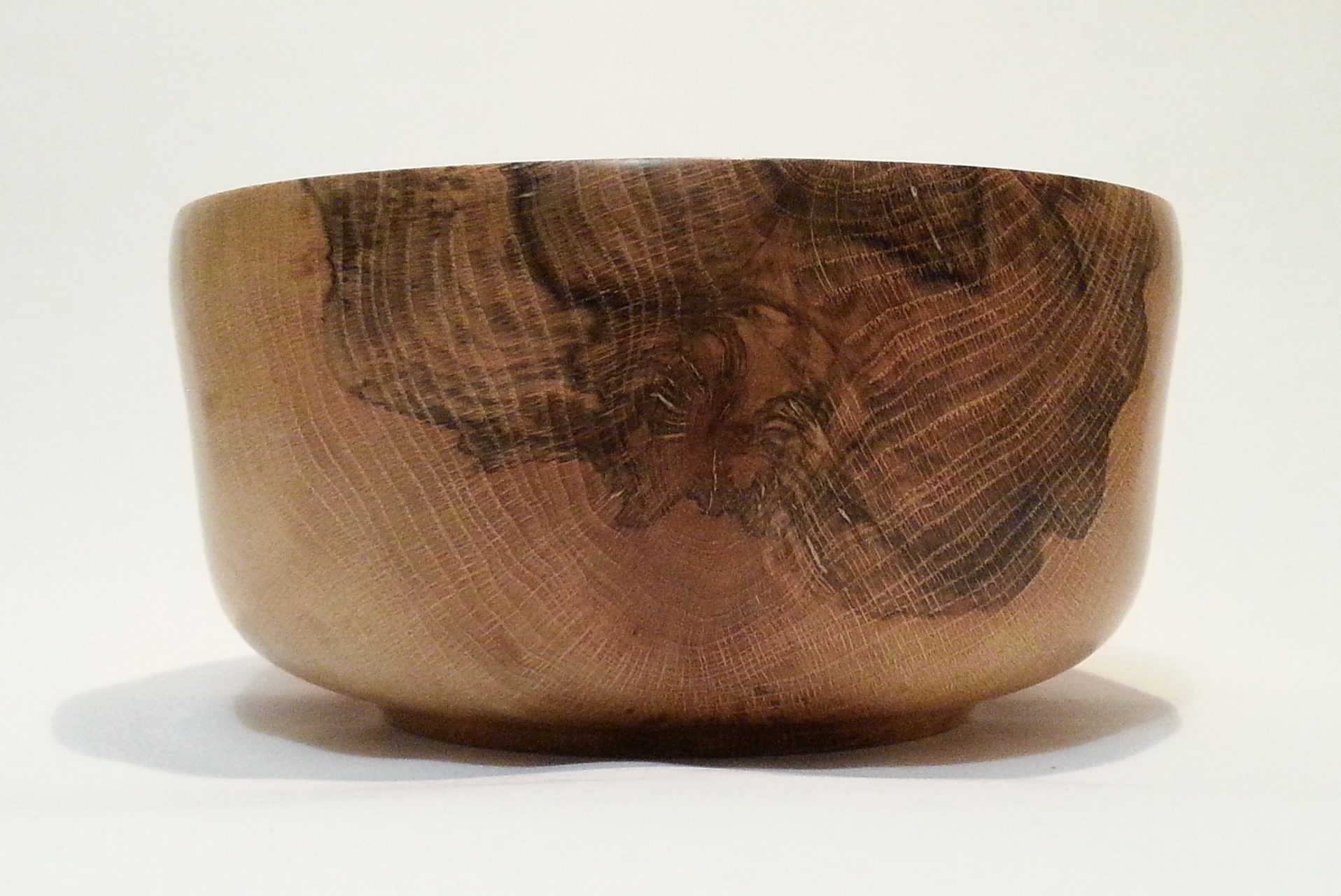
Schüssel aus gestocktem Eichen-Holz

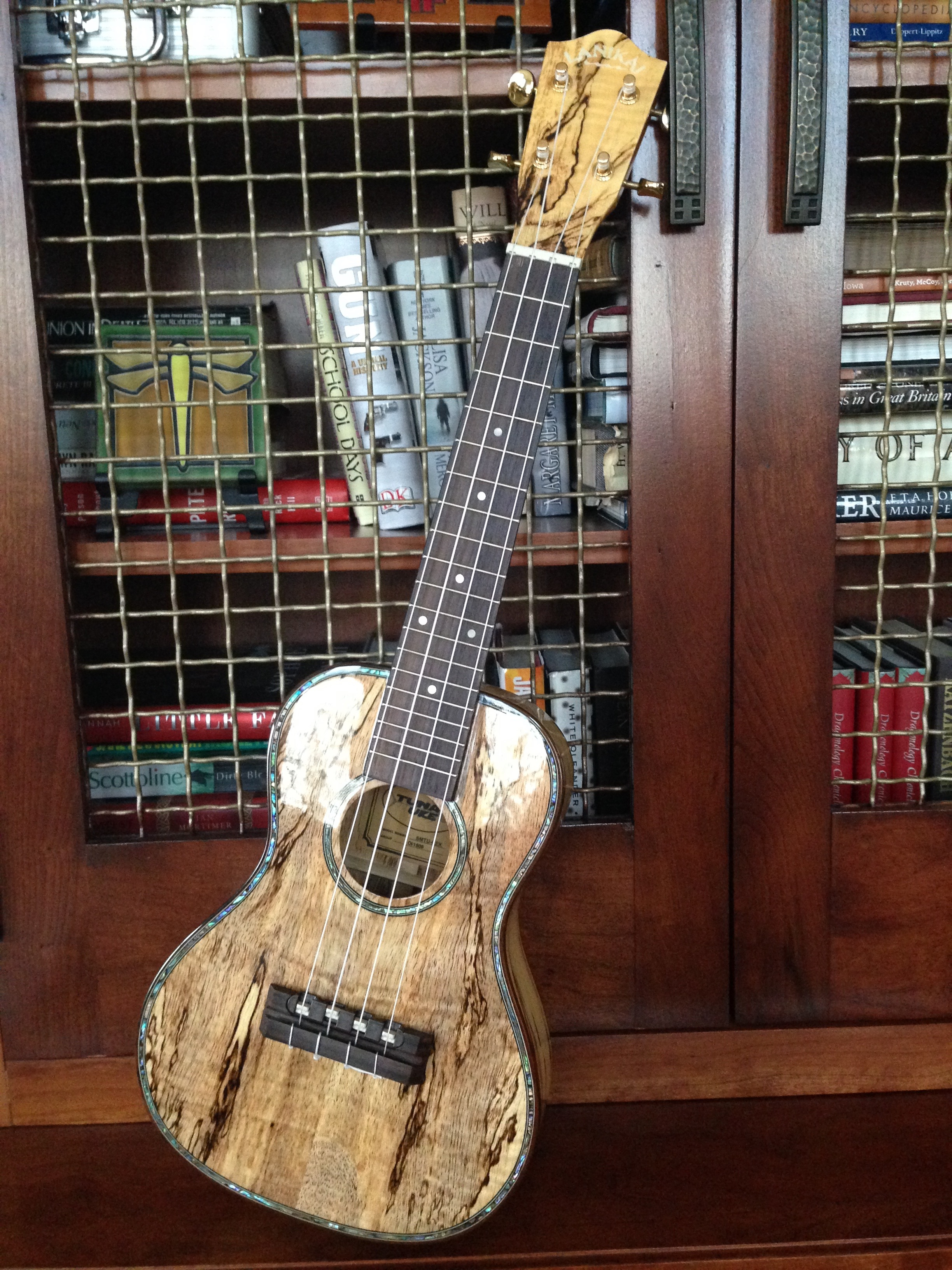
Ukulele aus gestocktem Mango-Holz

Als gestockt wird Holz bezeichnet, das während des natürlichen Fäulnisprozesses von holzschädigenden Pilzen verfärbt wurde. Stocken findet bei feuchter Lagerung statt und das Holz verliert in Folge der Zersetzung an Festigkeit und Gewicht. Aufgrund der entstehenden Verfärbungen und teilweise deutlich dunkleren Maserung einiger Jahresringe werden gestockte Hölzer zu dekorativen Zwecken eingesetzt.
In Deutschland wird vorwiegend Birken- und Buchenholz zu gestocktem Holz verarbeitet. Buche mit Rotkern hat im Gegensatz zu gestockter Buche nicht an Festigkeit verloren, ist aber auch weniger auffällig marmoriert.

## Arten
Es werden drei Arten von gestocktem Holz unterschieden: Pigmentierung, Weißfäule und Zonenlinien. Gestocktes Holz kann eine oder mehrere dieser Arten der Verfärbung in unterschiedlichem Ausmaß aufweisen. Sowohl Laub- als auch Nadelholz kann stocken. Zonenlinien und Weißfäule sind jedoch bei Laubholz aufgrund enzymatischer Unterschiede bei den weißfäulebildenden Pilzen häufiger anzutreffen. Braunfäule tritt eher bei Nadelbäumen auf, obwohl ein Braunfäulepilz, Fistulina hepatica, dafür bekannt ist, Stockung bei Laubbäumen hervorzurufen.
Die Sporen der Holzfäule-Pilze sind insbesondere im Wald ubiquitär und reichlich vorhanden und schaden dem Menschen nicht.

### Weißfäule
Gebleichte, helle Stellen in gestocktem Holz entstehen durch Weißfäule-Pilze, die vor allem auf Laubholz vorkommen. Dabei wird das braune Lignin in der Holzzellwand zersetzt und es kommt sowohl zu einem Festigkeits- wie zu einem Gewichtsverlust.
Auch die Hyphen vieler Pilze sind weiß. Wenn sie in einem bestimmten Bereich konzentriert auftreten, kann auch dies als helle Verfärbung sichtbar werden.
Durch die unerwünschte Braunfäule werden anstelle des Lignins die Zellulosefasern des Holzes abgebaut. Dadurch ergibt sich eine bröckelige, rissige Oberfläche (Würfelbruch), die nicht mehr ohne weiteres stabilisiert werden kann. Beide Fäulnisarten machen letztlich das Holz unbrauchbar, wenn sie unkontrolliert fortschreiten.

### Zonenlinien
Schwarze, braune oder rote Linien, die das gestockte Holz relativ willkürlich durchziehen, werden als Zonenlinien, bezeichnet. Diese Verfärbungen treten meist in einer Interaktionszone auf, in der verschiedene im Holz aktive Pilze Barrieren errichten, um ihre Ressourcen vor konkurrierenden Pilzarten zu schützen. Es gibt auch Pilze, die auch ohne Nahrungskonkurrenz solche Grenzflächen herstellen. Bei den Linien handelt es sich häufig um Klumpen aus verfestigtem, dunklem Mycel, die als pseudosklerotische Platten bezeichnet werden.

### Pigmentierung
Verfärbungen werden durch spezielle Pilze im Holz hervorgerufen, die extrazelluläre Pigmente bilden. Blaufärbungen sind ebenfalls eine Form der Pigmentierung. Solche Pigmente werden jedoch für gewöhnlich nur in den Zellwänden der Hyphen gebunden und eine Farbveränderung ist erst zu erkennen, wenn genügend Hyphen in einem Bereich konzentriert sind. Pigmentierende Pilze zersetzen Holz langsamer (Weichfäule) als Weißfäulepilze. Die häufigsten Gruppen von Pigmentpilzen sind die Fungi imperfecti und die Ascomyceten.

## Voraussetzungen
Holzzersetzende Pilze benötigen zum Wachstum gebundenen Stickstoff, Mikronährstoffe, Wasser, Wärme und Sauerstoff.

### Wasser
Damit sich Pilze ansiedeln können, muss das Holz einen Feuchtigkeitsgehalt von 20 % oder mehr aufweisen. Holz, das unter Wasser gelagert wird, enthält nicht genügend Sauerstoff und kann nicht besiedelt werden.

### Temperatur
Die meisten Pilze bevorzugen warme Temperaturen zwischen 10 und 40 °C, wobei ein schnelles Wachstum nur zwischen 20 und 32 °C möglich ist.

### Sauerstoff
Pilze brauchen nicht viel Sauerstoff, jedoch hemmt Staunässe das Wachstum.

### Zeit
Die für das Stocken benötigte Zeit variiert je nach der das Holz besiedelnden Pilzart. Bei Untersuchungen einiger gängiger gestockter Holzarten wurde festgestellt, dass beispielsweise Trametes versicolor in Verbindung mit Bjerkandera adusta acht Wochen, Polyporus brumalis in Kombination mit Trametes versicolor 10 Wochen benötigt, um einen 38 mm großen Würfel von Zucker-Ahorn zu stocken.
Das Holz des Stammes wird häufig nach dem Einschnitt des Baumes feucht im Freien liegen gelassen und nach einigen Monaten regelmäßig kontrolliert, um den richtigen Zeitpunkt festzustellen, ab dem das gestockte Schnittholz aufgeschnitten und getrocknet werden kann.

## Behandlung des gestockten Holzes
Um die Bearbeitbarkeit zu verbessern und die Festigkeit zu erhöhen und zu vereinheitlichen, wird gestocktes Holz vielfach mit Kunstharzen getränkt:
- Lokal kann das Holz mit CA-Klebstoff (Sekundenkleber) getränkt werden.[3]
- Teilweise wird auch Methylmethacrylatklebstoff verwendet.
- Häufig wird gestocktes Holz zu stabilisiertem Holz weiterverarbeitet.